# Gisi Fleischmannová
Gizela Fleischmannová, též Gisela, zkráceně Gisi (21. ledna 1892, Poszony (Bratislava) – pravděpodobně 19. října 1944, Auschwitz), byla slovenská židovská aktivistka, funkcionářka více slovenských židovských organizací a členka ilegální Pracovní skupiny, která zachraňovala Židy před nacistickým ohrožením a smrtí v koncentračních táborech během druhé světové války. Byla jednou z mála žen v řadách židovských bojovníků proti nacismu.

## Životopis

### Osobní život
Gisi Fleischmannová se narodila rodičům Juliovi Fischerovi (1866–1936) a Jetty Fischerové (za svobodna Elingerové, 1871–1945), kteří vlastnili hotel a košer restauraci „Krone“ v Kapucínské ulici v Bratislavě. Pocházela ze tří sourozenců. Její starší bratr Gustav (1886–1939), povoláním právník, byl v roce 1939 přímo v centru Bratislavy napaden antisemitskými chuligány, přičemž na následky zranění zemřel. Mladší bratr Dezider David (1894–1977) vystudoval medicínu a pracoval jako pediatr.
Vyrostla v ortodoxní židovské rodině, v prostředí, které v té době nenabízelo dívkám dostatečný přístup ke vzdělání. Vystudovala osmiletou měšťanskou školu a dále se vzdělávala sama.
Jak 23letá se provdala za obchodníka Josefa Fleischmanna (1886–1942). V roce 1917 porodila dceru Alici (1917–1996) a o tři roky později dceru Judit (1920–1997). Svým dcerám zajistila ještě před válkou vystěhovalecký certifikát do Palestiny, kam i vycestovaly a s matkou se už nikdy neviděly.
V roce 1942 ovdověla a až do jejího uvěznění a smrti v roce 1944 bydlela sama s matkou v bytě ve druhém patře domu na Klariské ulici 7 v Bratislavě.

### Aktivismus a činnost na záchranu Židů před nacismem
Gisi Fleischmannová byla silně ovlivněna sionistickým hnutím a usilovala o kariérní růst ve slovenské sionistické organizaci. V roce 1926 stála u zrodu slovenské sekce Mezinárodní ženské sionistické organizace, kterou nakonec v letech 1938–39 vedla.
Včas pochopila nebezpečí, které evropským Židům hrozí ze strany nacistického Německa a stala se členkou slovenského uprchlického výboru, který hledal možnosti pro vystěhování Židů ze Slovenska do zahraničí. Vedle toho pomáhala židovským uprchlíkům z okolních zemí, procházejícím Slovensko a hledala způsoby jak jim pomoci při emigraci do Palestiny.
Od roku 1940 stála v čele slovenské pobočky americké židovské organizace JOINT, která poskytovala sociální pomoc východoevropským židovským komunitám a působila také ve vedení organizace HICEM, která pomáhala východoevropským Židům emigrovat do Spojených států. Pomáhala ostatním dostat se do bezpečí v zahraničí, avšak sama Slovensko opustit odmítala.

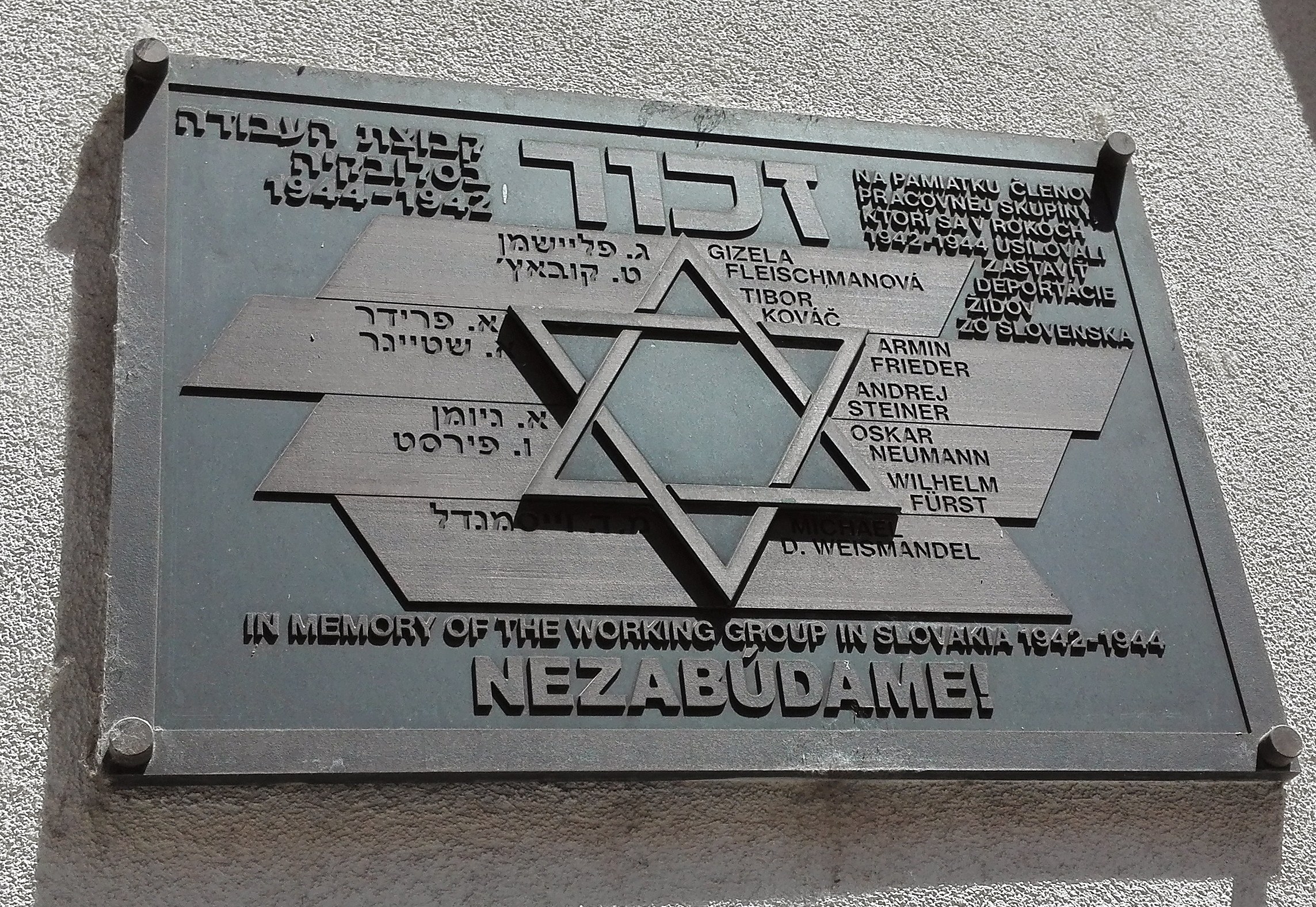
Pamětní deska členů Pracovní skupiny v Kozí ulici v Bratislavě

Vrchol jejího pracovního života a snažení o ochranu a záchranu slovenských Židů je spjat s jejím působením v Ústředně Židů, která byla založena 26. září 1940. V rámci Ústředny Židů vznikla ilegální Pracovní skupina jako reakce na začátek židovských transportů ze Slovenska v březnu 1942. Pracovní skupina zahrnovala Židy různých názorových a politických linií a jejím cílem bylo zachránit co nejvíce lidí před transporty. Fleischmannová byla jedinou ženou ve skupině a působila v ní ve funkci pokladníka.
Gisi Fleischmannová věnovala svou veškerou snahu záchraně co největšího počtu lidí před deportací do Polska a kvůli tomuto cíli se neváhala spojit s německým poradcem pro židovské otázky na Slovensku Dieterem Wislicenym. Ten byl ochoten přijmout úplatek, za který slíbil sjednat zastavení transportů. Fleischmannová peníze na úplatek sehnala a na podzim 1942 se transporty skutečně zastavily.
V polovině května 1943 vznikl takzvaný „Plán Evropa“, projekt záchrany evropských Židů založený na principu úplatků německému vedení. Nacisté požadovali dva až tři miliony dolarů za zastavení deportací do koncentračních táborů. Gisi Fleischmannová věnovala veškerou svou snahu jednáním s židovskými organizacemi ve světě a shánění peněz, avšak toto snažení bylo marné a plán ztroskotal.
Od podzimu 1943 se kvůli své činnosti dostala Fleischmannová pod drobnohled slovenské Ústredni štátnej bezpečnosti. Opakovaně byla zatčena a vyslýchána. Po zatčení v lednu 1944 byla převezena do pracovního tábora v Novákách a odtud do vězení v Ilavě. Po složitých vyjednáváních byla v květnu 1944 z vězení propuštěna. Pokračovala v práci a angažovala se v pomoci maďarským Židům, neboť po německé okupaci Maďarska začaly odtud v červnu 1944 deportace do koncentračních táborů.
Po vypuknutí SNP a vstupu německých vojsk na území Slovenska začalo další pronásledování a zatýkání slovenských Židů. Fleischmannová odmítla nabídky na ukrytí a chtěla pokračovat ve své práci. V říjnu 1944 ji zatklo Gestapo, 15. října byla deportována do Seredě, kde od německého velitele tábora Aloise Brunnera dostala nabídku na osvobození, pokud prozradí místa úkrytů bratislavských Židů. Fleischmannová odmítla zradit a následně ji Brunner zařadil do nejbližšího transportu do Osvětimi s poznámkou v deportačním seznamu R. U. (Rückkehr unerwünscht, návrat nežádoucí).
Transport s Fleischmannovou vyrazil ze Seredě 17. října a do Osvětimi dorazil 19. října 1944. Po příjezdu vlaku byla z ampliónu vyvolána tři jména. Jedním z nich byla Gisi Fleischmannová, kterou následně neznámo kam odvedli dva příslušníci SS. Více údajů o jejím osudu není známo.

## Odkaz Gisi Fleischmannové

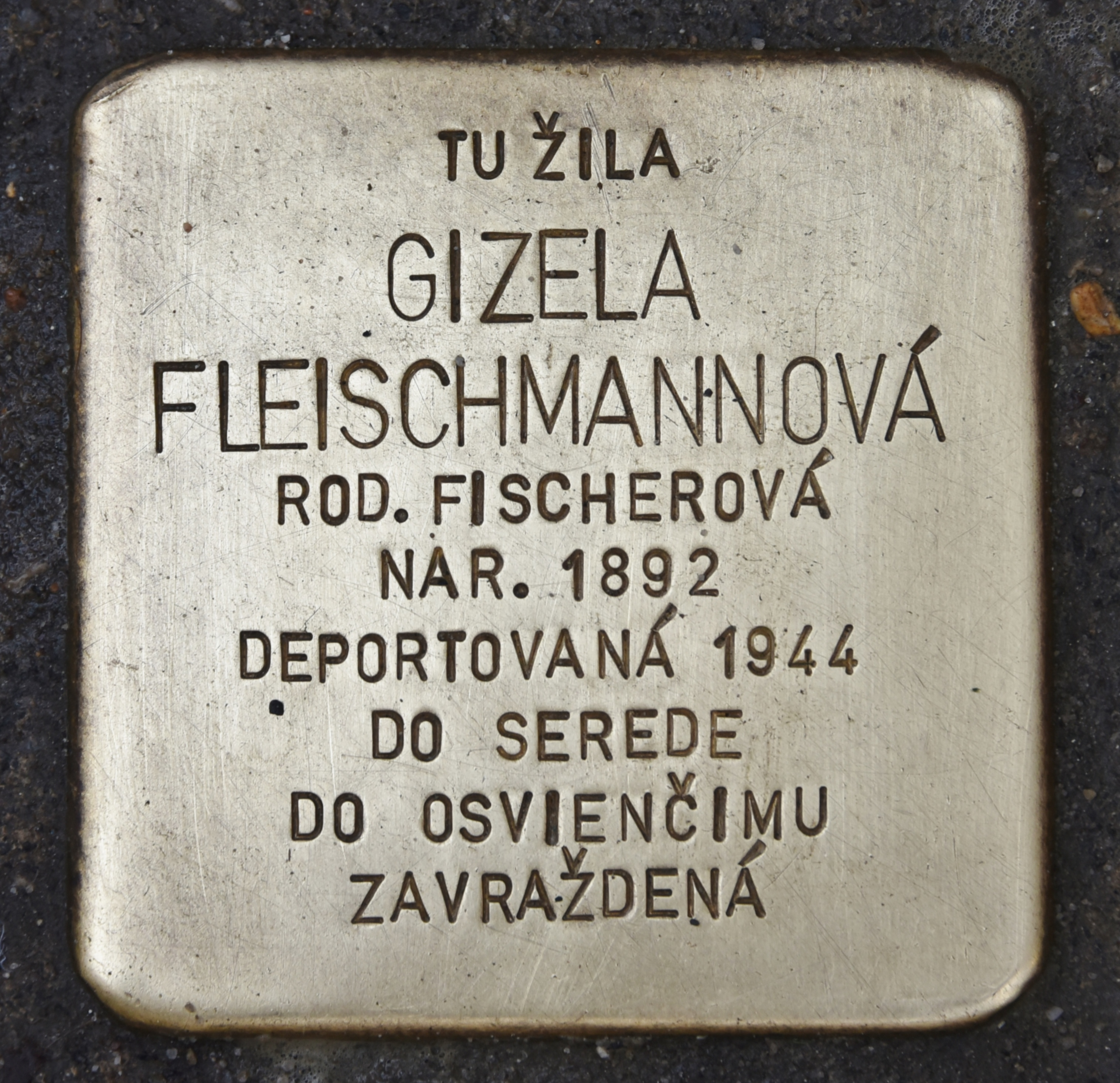
Stolperstein pro Gisi Fleischmannovou na Klariské ulici v Bratislavě

Životu a práci Gisi Fleischmannové se věnovalo více historiků na Slovensku a v dalších zemích. Ze slovenských historiků je nejrozsáhlejší výzkum Kataríny Hradské, která sestavila sborník korespondence Gisi Fleischmannové (Holokaust na Slovensku. Zv. 3. Listy Gisely Fleischmannovej), jakož i knihu Gizi Fleischmannová: Návrat nežiadúci.
Životem Fleischmannové se zabývaly dokumentární filmy Anny Gruskové Rabínka z roku 2012 a Gisi režisérky Nataši Dudinské z roku 2014.
Slovenské národní divadlo uvedlo 3. a 4. března 2012 u příležitosti 70. výročí prvních transportů Židů ze Slovenska premiéru dokumentárního dramatu Anny Gruskové Rabínka. Inscenace v režii Viktorie Čermákové mapuje osud Gisi Fleischmannové a její snahu zabránit transportům Židů do koncentračních táborů.
9. srpna 2015 byl před domem na Klariské ulici 7 v Bratislavě osazen tzv. Stolperstein (kámen zmizelých), tedy památný kámen pevně vsazený do chodníku před domem oběti holokaustu, věnovaný Gisi Fleischmannové.